# Hayward Nishioka
Hayward Nishioka (4 de enero de 1942) es un deportista estadounidense que compitió en judo. Ganó una medalla de oro en los Juegos Panamericanos de 1967 en la categoría de –80 kg.

## Palmarés internacional
| Juegos Panamericanos | Juegos Panamericanos | Juegos Panamericanos | Juegos Panamericanos |
| Año                  | Lugar                | Medalla              | Categoría            |
| -------------------- | -------------------- | -------------------- | -------------------- |
| 1967                 | Winnipeg (Canadá)    | Medalla de oro       | –80 kg               |